# ۸۰۹ (میلادی)
۸۰۹ (میلادی) هشتصد  و نهمین سال تقویم میلادی است.

## درگذشتگان
- 24 مارس - هارون‌الرشید : پنجمین خلیفه عباسی.

‎